# Minous quincarinatus
Minous quincarinatus är en fiskart som först beskrevs av Fowler, 1943.  Minous quincarinatus ingår i släktet Minous och familjen Synanceiidae. IUCN kategoriserar arten globalt som livskraftig. Inga underarter finns listade i Catalogue of Life.